# Marcelo Loya
Marcelo Loya är en ort i Mexiko.   Den ligger i kommunen Culiacán och delstaten Sinaloa, i den västra delen av landet, 1 000 km nordväst om huvudstaden Mexico City. Marcelo Loya ligger 8 meter över havet och antalet invånare är 106.
Terrängen runt Marcelo Loya är platt. Runt Marcelo Loya är det ganska tätbefolkat, med 155 invånare per kvadratkilometer. Närmaste större samhälle är La Constancia, 2,7 km nordväst om Marcelo Loya. Trakten runt Marcelo Loya består till största delen av jordbruksmark.